# Enrique Balmaceda
Enrique Víctor Aquiles Balmaceda Toro (Santiago, 3 de marzo de 1878-ibídem, 4 de enero de 1962) fue un político y diplomático chileno, miembro de la facción «aliancista» del Partido Liberal Democrático (PLD). Durante su trayectoria política desempeñó cargos como diputado, ministro de Estado, alcalde y embajador, estos últimos bajo las presidencias de Carlos Ibáñez del Campo.
Era hijo del expresidente José Manuel Balmaceda (1886-1891) y de Emilia de Toro Herrera, primera dama.

## Vida pública
En las elecciones parlamentarias de 1906, fue elegido como diputado por Itata, por el período legislativo 1906-1909; prestó juramento el 5 de diciembre de 1907 en reemplazo de Alberto Sanfuentes Moreno. Fue diputado reemplazante en la Comisión Permanente de Relaciones Exteriores.
De la misma manera, en las elecciones parlamentarias de 1918, fue elegido como diputado por Castro, período 1918-1921. Durante su gestión integró la Comisión Permanente de Guerra y Marina, la cual presidió. En noviembre de 1918 presentó un proyecto liberal para cambiar la forma de retiro y montepío del Ejército y la Armada. En las elecciones parlamentarias de 1921, obtuvo la reelección como diputado por Castro, por el período 1921-1924. En esta oportunidad, ejerció como segundo vicepresidente de la Cámara de Diputados entre los días 12 y 26 de octubre de 1921. Además, fue diputado reemplazante en la Comisión Permanente de Guerra y Marina.
En el marco del primer gobierno del presidente Arturo Alessandri Palma, fue nombrado como ministro de Guerra y Marina, cargo que asumió entre desde el 13 de mayo hasta el 17 de agosto de 1921.
Cuando Carlos Ibáñez del Campo 'quedó' como vicepresidente de la República y luego fue elegido como presidente, fue nombrado como su ministro del Interior, fungiendo esa función entre el 23 de mayo de 1927 y el 22 de febrero de 1928. Reasumió el Ministerio del Interior el 27 de febrero, ejerciendo hasta el 4 de mayo de 1928. Paralelamente fue ministro de Obras Públicas, Comercio y Vías de Comunicación interino, el 6 de septiembre de 1927, cargo que desempeñó hasta el 29 de septiembre del mismo año. También fue ministro de Justicia e Instrucción Pública. El 26 de marzo de 1928 asumió interinamente el Ministerio de Bienestar Social, hasta el 20 de abril de ese mismo año. Entre el 18 de octubre de 1928 y el 22 de agosto de 1929 fue alcalde de la comuna de Santiago.
Durante la segunda presidencia de Ibáñez del Campo en 1952, fue nombrado como embajador de Chile en Inglaterra, actuando como tal hasta el final de la misma en noviembre de 1958.
Socio del Club de la Unión, falleció el 4 de enero de 1962.